# Mauricio Carrió y Serracanta
Mauricio Carrió y Serracanta (Manresa, 17 de febrero de 1779 - Manresa, 2 de junio de 1859) fue un guerrillero antinapoleónico que alcanzó el grado de teniente coronel, símbolo de los patriotas manresanos combatientes en la Guerra de la Independencia Española.

## Biografía
Comenzó su carrera militar muy joven y con sólo quince años, ya luchó en la Guerra del Rosellón con una compañía del Somatén, donde tocaba el tambor. En esa época participó en la batalla de Colldejóu. Más adelante, durante la Guerra de la Independencia, en 1808, participó en la Quema del Papel Sellado napoleónico en Manresa y en la batalla del Bruch del 6 al 14 de junio del mismo año, uniendo fuerzas con Antonio Franch Estalella, comandante del somatén igualadino. Sus detractores niegan que participase en la Guerra hasta 1810 y afirman que el personaje del que se habla es el padre, Mauricio Carrió Coll, que no usaba su segundo apellido. También es posible la confusión con el capitán Mauricio Carrió Graner, pariente de Mauricio.
La Junta Suprema de Cataluña le nombró capitán en agosto de 1811 y luchó en los combates de San Felíu del Piñón, Collsuspina, Coll de Poses y Vich a las órdenes del barón de Eroles. En 1820 se rebeló contra el gobierno constitucional y, perseguido, se puso a las órdenes de la Regencia de Urgel, que le ascendió a teniente coronel.
En 1826 se retiró, pero intervino en actividades carlistas y en 1821 participó en una intentona anti-constitucionalista en Manresa, por lo que tuvo que huir a Francia al ser condenado a muerte. En 1823 y en 1826 consta como concejal en Manresa, además de experto real, contador de las Reales Fábricas de Salitre y Pólvora, recaudador de contribuciones municipales y miembro de la junta de la Acequia. En 1827, participó en la Guerra de los Agraviados que surge de quienes consideran demasiado suave la represión política de Fernando VII, y en 1834 fue encarcelado.
Tras ser indultado, se dedicó a su profesión de agrimensor y a escribir. En 1859 se publicó de forma póstuma un relato autobiográfico en La Antorcha Manresana sobre los hechos del Bruch, que contribuyó a convertirlos en leyenda. En el relato se atribuye hechos de su padre, lo que ha podido contribuir a la confusión en su biografía.
En 1905 el Ayuntamiento de Manresa le nombró manresano ilustre y colocó su retrato en la galería de hombre ilustres, lo que llevó a una agria polémica entre partidarios y detractores.
También se le dedicó una calle en la ciudad.